# Un tiempo nuevo
Un tiempo nuevo fue un programa de televisión de debates que mezclaba el análisis político, económico y social con periodismo de investigación. El formato, que se emitió a través de Cuatro entre el 22 de agosto y el 12 de diciembre de 2015, estaba producido por Cuarzo Producciones y era presentado por Silvia Intxaurrondo. Anteriormente, su producción corría a cargo de Producciones Mandarina y se emitió en Telecinco los sábados, entre el 25 de octubre de 2014 y el 27 de junio de 2015. El programa era conducido por Sandra Barneda y Javier Ruiz.

## Historia
A comienzos del mes de septiembre de 2014 se daba a conocer que un nuevo programa de debates políticos se estaba cociendo en Telecinco, presentado por Sandra Barneda y con la dirección de Sandra Fernández (exdirectora de Enemigos íntimos y de La Sexta Noche hasta esa fecha).
Tras ocho meses de audiencias insuficientes para la primera cadena de Mediaset España, se confirmó que para la segunda temporada, a partir de septiembre de 2015, el programa sería trasladado a Cuatro, con un nuevo equipo, distinto presentador y bajo la producción de Cuarzo Producciones. Así, casi dos semanas después de su final en Telecinco, se confirmó que la presentadora de la segunda etapa del espacio sería Silvia Intxaurrondo. Esta etapa comenzó el 22 de agosto de 2015. Sin embargo, en Cuatro tampoco consiguió destacar y emitió su último programa el 12 de diciembre del mismo año.

## Equipo técnico

### Producción
- (2014-2015) Producciones Mandarina
- (2015) Cuarzo Producciones

### Presentadora
- (2014-2015) Sandra Barneda
- (2015) Silvia Intxaurrondo

### Copresentador
- (2014-2015) Javier Ruiz

### Colaboradores
- (2014-2015) Esther Palomera
- (2014-2015) Pilar Gómez
- (2014-2015) Ana Terradillos
- (2014-2015) Pilar Gómez
- (2014-2015) Sonia Castedo
- (2015) Javier Gallego
- (2015) Fernando Berlín
- (2015) Antón Losada
- (2014-2015) Esther Esteban
- (2014-2015) Cristina Fallarás
- (2014-2015) Alicia Gutiérrez
- (2014-2015) Jaime Gónzalez
- (2014-2015) Ignacio Escolar
- (2014-2015) Marta Rivera de la Cruz
- (2015) Carmen Alcayde
- (2015) Paloma Barrientos
- (2015) Beatriz Cortázar

### "Un país a raya"
- (2015) Yolanda Ramos
- (2015) Bertín Osborne
- (2015) Nacho Guerreros
- (2015) Ramoncín

### Reporteros
- (2015) Boro Barber
- (2015) Jano Mecha
- (2015) Luis Troya
- (2015) Marta Nebot

## Audiencias
| Temporada | Temporada | Episodios | Estreno               | Final                   | Audiencia media | Audiencia media |
| Temporada | Temporada | Episodios | Estreno               | Final                   | Espectadores    | Cuota           |
| --------- | --------- | --------- | --------------------- | ----------------------- | --------------- | --------------- |
|           | 1         | 34        | 25 de octubre de 2014 | 27 de junio de 2015     | 1 218 000       | 10,1%           |
|           | 2         | 17        | 22 de agosto de 2015  | 12 de diciembre de 2015 | 577 000         | 4,7%            |
| Total     | Total     | 51        | 2014                  | 2015                    | 897 000         | 7,4%            |

### Primera temporada (2014-2015)
| Programas emitidos | Programas emitidos | Programas emitidos | Programas emitidos |
| N.º                | Fecha de emisión   | Espectadores       | Cuota de pantalla  |
| ------------------ | ------------------ | ------------------ | ------------------ |
| 1                  | 25/10/2014         | 1 130 000          | 9,2%               |
| 2                  | 01/11/2014         | 1 146 000          | 9,6%               |
| 3                  | 08/11/2014         | 1 047 000          | 8,5%               |
| 4                  | 15/11/2014         | 1 104 000          | 9,6%               |
| 5                  | 22/11/2014         | 2 725 000          | 21,1%              |
| 6                  | 29/11/2014         | 1 869 000          | 14,5%              |
| 7                  | 06/12/2014         | 2 032 000          | 16,7%              |
| 8                  | 13/12/2014         | 1 409 000          | 10,9%              |
| 9                  | 20/12/2014         | 1 109 000          | 10,0%              |
| 10                 | 27/12/2014         | 1 152 000          | 9,0%               |
| 11                 | 03/01/2015         | 1 219 000          | 9,2%               |
| 12                 | 10/01/2015         | 1 181 000          | 9,0%               |
| 13                 | 17/01/2015         | 1 466 000          | 10,8%              |
| 14                 | 24/01/2015         | 1 223 000          | 9,5%               |
| 15                 | 31/01/2015         | 1 246 000          | 9,3%               |
| 16                 | 07/02/2015         | 1 030 000          | 7,3%               |
| 17                 | 14/02/2015         | 1 120 000          | 9,2%               |
| 18                 | 21/02/2015         | 1 564 000          | 12,4%              |
| 19                 | 28/02/2015         | 1 304 000          | 10,6%              |
| 20                 | 07/03/2015         | 1 134 000          | 9,5%               |
| 21                 | 14/03/2015         | 1 126 000          | 9,1%               |
| 22                 | 21/03/2015         | 1 256 000          | 9,9%               |
| 23                 | 28/03/2015         | 1 203 000          | 10,5%              |
| 24                 | 04/04/2015         | 989 000            | 9,1%               |
| 25                 | 11/04/2015         | 1 223 000          | 10,0%              |
| 26                 | 18/04/2015         | 1 290 000          | 10,7%              |
| 27                 | 25/04/2015         | 1 116 000          | 9,6%               |
| 28                 | 02/05/2015         | 827 000            | 7,8%               |
| 29                 | 09/05/2015         | 977 000            | 9,0%               |
| 30                 | 16/05/2015         | 791 000            | 7,5%               |
| 31                 | 06/06/2015         | 866 000            | 9,0%               |
| 32                 | 13/06/2015         | 989 000            | 8,7%               |
| 33                 | 20/06/2015         | 876 000            | 9,0%               |
| 34                 | 27/06/2015         | 661 000            | 7,3%               |

### Segunda temporada (2015)
| Programas emitidos | Programas emitidos | Programas emitidos | Programas emitidos |
| N.º                | Fecha de emisión   | Espectadores       | Cuota de pantalla  |
| ------------------ | ------------------ | ------------------ | ------------------ |
| 35                 | 22/08/2015         | 360 000            | 4,2%               |
| 36                 | 29/08/2015         | 362 000            | 4,4%               |
| 37                 | 05/09/2015         | 451 000            | 3,8%               |
| 38                 | 12/09/2015         | 410 000            | 3,5%               |
| 39                 | 19/09/2015         | 611 000            | 5,2%               |
| 40                 | 26/09/2015         | 644 000            | 5,2%               |
| 41                 | 03/10/2015         | 665 000            | 5,1%               |
| 42                 | 10/10/2015         | 775 000            | 6,3%               |
| 43                 | 17/10/2015         | 638 000            | 4,6%               |
| 44                 | 24/10/2015         | 669 000            | 4,9%               |
| 45                 | 31/10/2015         | 694 000            | 5,7%               |
| 46                 | 07/11/2015         | 582 000            | 4,4%               |
| 47                 | 14/11/2015         | 800 000            | 6,0%               |
| 48                 | 21/11/2015         | 449 000            | 3,2%               |
| 49                 | 28/11/2015         | 536 000            | 4,0%               |
| 50                 | 05/12/2015         | 506 000            | 3,9%               |
| 51                 | 12/12/2015         | 664 000            | 4,7%               |

## Audiencia media de todas las temporadas
| Temporada                          | Programas | Fecha       | Cadena    | Espectadores | Share |
| ---------------------------------- | --------- | ----------- | --------- | ------------ | ----- |
| Un tiempo nuevo: Primera temporada | 34        | 2014 — 2015 | Telecinco | 1 218 000    | 10,1% |
| Un tiempo nuevo: Segunda temporada | 17        | 2015        | Cuatro    | 577 000      | 4,7%  |